# لهجة ليبية
اللهجة الليبية هي لهجة عربية مغاربية تستخدم في ليبيا. تنقسم تقسيما جغرافياً إلى: شرق، غرب، وسط، جنوب. هذه التـقسيمات الجغرافية تحتمل أكثر من لهجة في داخلها، حتى على صعيد المناطق.
يصنف علماء اللغويات الغربيون اللهجة الليبية ضمن اللهجات البدوية الصرفة ويجعلونها في فئة ما بعد الهلالية وهي تعرف عندهم باللهجة السلمية نسبة إلى قبائل بني سليم بن منصور والتي استوطنت ليبيا
تمثل اللهجة الليبية حلقة وصلٍ بين لهجات الشرق العربية بسهولتها وانفتاحها، ولهجات المغرب العربي بانغلاقها وحدتها. 
بشكلٍ عام تتمتع اللهجة الليبية بمخارج حروف واضحة/ صافية، وهناك الكثير من الخصائص التي عرفت بها لهجات العرب في الجاهلية متواجدة في اللهجة الليبية لا سيما من ناحية مخارج بعض الحروف كمثل نطقهم للقاف جيما مصرية أو ما تعرف بالقاف البدوية، ونطق الكثير من قبائلهم خصوصا في الشرق والوسط القاف المحققة غينا والبعض ينطق الكاف قريبة من الشين والغين المتبوعة بحرف حلقي قريبة من الغين.
بعض الحروف عند التقائها يتغير نطقها إلى الحرف الأقوى، فـ (جنزور) تتحول على الألسن الليبية إلى (زنزور)/ و (جوز) بمعنى ثنائي أو اثنان إلى (زُوُز)/ و (الجازية) إلى (الزازية)، أو الاتكاء على السماعي فـ (إسماعيل) تتحول إلى (إسماعين) و (جبريل) إلى (جبرين) 

كذلك هناك حضور للغة الإيطالية والكلمات الأمازيغية  وبعض اللغات ألأخرى . في مجموعة من التسميات تخص بعض الأدوات المنزلية 
(كشيك=ملعقة/ فركيتا-شوكة/ كوجينا=مطبخ/ لفندينو= حوض غسل الوجه...) ومسميات الأماكن (سبيتار=مستشفى/ كَيَاس=الطريق المعبدة/ جردينا=حديقة/ مرشا بييدي= رصيف...) وأيضاً قطع السيارات والميكانيكا وهي كثيرة مقارنة بالكلمات الإيطالية في اللهجة الدارجة (فرينو= فرامل/ شراتوري=المعجل/ فرينو مانو= فرامل اليد/ كوشينيتي= المدحرجات/ كمبراسوري= ضاغط/ جمويستي= مصلح الإطارات...)

ومن أشهر الألفاظ الليبية كلمة (باهي) وتعني حسناً أو جيد، كما تتميز بإطلاق اسم الضد تفاؤلاً فيطلق على الفحم اسم (البياض)، وعلى الاعمى (البصير) وفي المنطق الشرقية والوسطى تسمى النار (العافية). 
و هناك أيضاً كلمه (كَي) أي نتن أو شيء غير صالح وهي مستخدمه في الاصابعه بمنطقة غريان حيث أنها كلمه غريبه لمعظم الليبيين !
توجد حروف لا تنطق. ومنها حرف الذال، الثاء، الظا وتستبدل بحرف الدال والتاء والضاض
فمثلا يقال للذهب دهب والثعلب تعلب والظهر ضهر وهكذا. اما في المنطقة الشرقية فناسها ينطقون تلك الحروف. 
و هناك ميزة خاصة في اللهجة الليبية وهي احتوائها على كم هائل من المفردات فلا يوجد اسم أو فعل أو ظرف الا وله الكثير من المرادفات التي قد تستخدم بدلا عنه وكلها من العربي الصريح مثلا الانف
1 - خشم يعني الانف
2- خرطوم
3- عرنين
4 - منقار..
و غيرها
أن من الامور المثيرة للاهتمام في هذه اللهجة هي احتوائها على مفردات وافعال في صيغ المصدر وردت في القواميس دون المصدر
بعض الأمثلة :
سقّم الشيء : عدله وساواه
السقيم: المعتدل السويّ
و هذا المصدر لا يوجد في القواميس رغم أنه المصدر لكثير من الاشتقاقات من مثل مستقيم واستقامة
صبّى: وقف منتصبا
و هذا المصدر غير موجود في القواميس بهذه الصيغة، رغم أن منه اشتقاقات كثيرة منها: الصبو ويعنى الفتوة، والصبيّ: ويعنى الفتى، والفعل يصبو: ويعنو يرفع عينيه إلى شيء عالي
و لعل نظرة إلى بعض اوصاف الخيل ومقارنتها بمعاني الحصون يعطي الصورة المنشودة:
الكوت: الحصان القوي وتعني في القواميس الحصن
الحصان: هو الجواد الذكر في مرحلة البلوغ والحصن في القواميس معروف المعنى
القليعة: الفرس القوية الأصيلة وتعني في القواميس الحصن
سورية: وتعني القميص وهذه الكلمة لا توجد في أي لغة الا اللغة المصرية القديمة.
و سنفهم عمق هذه المقارنة إذا علمنا ان الخيل في الجاهلية كانت هي حصون العرب الوحيدة وقلاعهم في بواديهم المفتوحة
رغم تداخل اللهجات الليبية مع بعضها البعض إلا أنه قد يمكن التجاوز بتقسيمها إلى ثلاثة مناطق رئيسية 

## اللهجة البرقاوية
لهجة إقليم برقة هي التي يتحدث بها سكان الجزء الشرقي من ليبيا ابتداء من أمساعد شرقا وحتى السدرة غربا إلى الكفرة جنوبا. 
وتختلف قليلاً بين مدينة وأخرى حسب المساحة الجغرافية فمثلا في مدينة بنغازي لفظ (ندوي) بمعنى (اتكلم) أما في درنه تلفظ (نسهري) ومدينة البيضاء تلفظ (نحكي) كما هو الحال في مدينة طبرق. 
فجميع مدن الشرق الممتدة تنطق حرف (ث) و (ذ) و (ظ) 
وهي اقرب إلى اللهجة المحكية في غرب مصر ك السلوم لان أغلب البدو سكان الصحراء الغربية من أصول ليبية. وتتميز هذه اللهجة بالمط في الحروف كلما اتجهنا شرقاً وهي لهجة بدوية قريبة للهجة المحكية في بادية الأردن وقريبة للهجة المحكية في الخليج.
واشهر كلماتها هن (واجد) بمعنى كثير، (باتي) بمعنى أبي و (سمح) بمعنى جميل. 
لفظ (كنّك) بمعنى ما بالك، وكلمة (نا بيدي) أي انا شخصيا.
يا را = يا رجل
كلمة ينعلي بمعنى ويلىالصبايا للنساء والولية للمرأة
باختصار ان اللهجة في برقة هي اقرب للهجات البدو في الأردن والخليج العربي. وبذلك تعتبر ليبيا حركة الوصل بين المشرق والمغرب العربي حيث ان إقليم طرابلس غرب البلاد يتكلم بلهجة مغاربية قريبة من تونس ولكنها أكثر وضوحا وأسهل فهما.
اللهجة البرقاوية ليست مجرد وسيلة تواصل، بل هي رمز للهوية الثقافية والتاريخية لسكان شرق ليبيا. الحفاظ عليها يعزز الروابط الاجتماعية ويعكس الفخر بالتراث المحلي.

## لهجة المنطقة الوسطى
توجد لدى بعض قبائل المنطقة الغربية الذين ترجع أصولهم لقبائل بني سليم وبني هلال، وتشبه لهجة بدو الأردن. وهي لهجة بدوية صرفة لأن أغلب سكان المنطقى الوسطى من أصول عربية من بني سليم وبالتالي هي أقرب إلى لهجة بدو الجزيرة العربية والخليج العربي.
وتتحدث بهذه اللهجة القبائل الممتدة ما بين البريقة شرقا وزليطن غربا ومن الخليج حتى مدينة سبها جنوبا، وتتميز بوضوح مخارجها كنطق الذال والثاء.
و يستعملون مفردات مثل:
واجد = كثير
الفتا = الولد أو البنت
ردغة = طين

## اللهجة الطرابلسية
أو الطرابلسية وهي أسرع في النطق واقرب للهجة المحكية في شرق تونس وان كانت ابسط واوضح من اللهجات التونسية الشرقية وهي مثأثرة نوعا ما خصوصا في مدينة طرابلس باللغة الإيطالية بدلا من الفرنسية. مع الاختلافات البسيطة بين سكان مدن المنطقة الغربية (الخمس، طرابلس، الزاوية، زوارة، صبراتة، غريان، يفرن  ومدن جبل نفوسة في الغرب، ترهونة، مسلاتة)مع وجود بعض الاختلافات البسيطة بسبب تباعد المناطق عن بعضها، فمثلاً سكان مدينة الزاوية لهم اختلافات بسيطة ومميزة فيقال في الزاوية «سيدي» بمعنى «أبي» ويقال «يملخ جروده» بمعنى «ينزع ملابسه».
وتتميز اللهجة بكلمة (هلبا) بمعنى كثير. (توا) بمعنى الآن أو سوف، (شني) بمعنى ماذا، (ايه) بمعنى نعم. (ندْهور) بمعنى اتفسح. (بوي) بمعنى أبي، (نبّي) بمعنى اريد، (هكي) بمعنى هكذا، (باش) لها معنيان على حسب موقعها في الجملة فتاره بمعنى لكي وتاره بمعنى بما، بالإضافة إلى (نهدرز) بمعنى أحكي أو أتكلم. (صقع): (البرد) وهي تحريف لـ (صقيع)
كلمة (سفرتح) تستعمل كناية عن رحابة الشى واتساعه كان يقال أرض سفرتح وعكسها (شبردق) وهو أيضا يدل على الأرض المسيجة باسلاك شائكة
تعبير آخر كان يقال (خيرك تبردى أو تودرق) وهو بمعنى مالك تقول كلاما في غير محله أو موضعه.

## بعض التعابير الشبابية الدارجة حديثاً
- (صقع عليك)، وهي للتعبير عن كون الأمر ليس بالسهل. - "حاجة صقع عليك" (أي من الصعب عليك اقتناءه.

وقد اقتبس الشباب هذا التعبير من القائد الليبي السابق القذافي في إحدى الخطابات وهو يعبر بأن أوروبا لا تصلح بكم فقال على سبيل السخرية "صقع عليكم"
- (فوته) تعني: دعك من هذا الشخص أو الأمر، ويقابلها في العربية (دعك منه).
- (شن دير) تعني: ماذا تفعل
- (دعكة) تعني عراك
- (نطح اكباش) في العادة يأتي هذا المصطلح عند تلاقي جسمين باتجاه بعضهم با سرعه مثلا عند حدوث حادث سير والسيارتين متضررتان من الأمام فيقال "نطح اكباش " وذالك تشبيهه بليغ با الكبش "ذكر الخروف القوي البنية ذي القرون "
- (ارفس) تعني: أنت مخطئ ومستمر علي هذا الخطاء
- (طرف-صاروخ-جنقي) تعني فتاه جميله جدا
- (قنين"مذكر" / قنينه "مؤنث") تعني: جميل وراقي ويمكن استخدام هذ المصطلح علي البشر
- (تشِيكِيتُو -جُغمة) تعني كميه قليله من السوائل مثلا الكميه التي تملئ كامل تجويف الفم تسمي "جُغمه" والتي لا تملئ الا النصف يقال عنها "تشيكيتو "
- (يحشمك شي) تعني: لا تقلق يمكنك عمل أي شيء
- (تشاو) وتاتي من الكلمة الإيطالية "cio “ والتي تعمي مرحبا أو وداعا ولكن اللهجة الطرابلسيه تستخدمها في الوداع فقط
- (فوته برابعة)، بمعنى: دعك منه كما لو أنك تقود سيارة ومحول تروسها على الترس الرابع. ولا ننسى أن (فوته) تعني أيضاً تجاوزه، و (فوِّت) بمعنى مُر (أُعْـبُر).
- (خط عليه) أو خط عليه ببيرو أحمر (البيرو هو قلم الحبر الجاف)، وتعبيرياً هي أقوى من (فوته) فـ (خط) تطالب السامع بأن يقوم بالخط فوق المعني (من معنى أن يتم الخط على الشي أو تسويده بالقلم)
- (فكّنا منه): دعنا منه./هذا التعبير يوجد أيضا باللهجة الحسانية/.
- (شن الجو) وهي اختصار لكلمة (شنو الجو) ومعني الكلملة هي (كيف الحال)مع انه عند تقسيم الكلمة ونطقها بمفردها تعني كلمة أخرى فكلمة (شنو) تعني (ماذا) وال (جو) تعني الطقس.
- (مكسورة فيا) وتعني انكسر الشي بداخلي وتطلق هذه الكلمة عند رغبة شخص في امتلاك شي ما ولكنه لم يستطع لحصول عليه.
- (تمتيع) وتطلق على السيارة عندما تكون في وضع السرعة مع الزحلقة يمنا ويسرا بواسطة فرامل اليد.
- (قضه) بمعنى فوته
- (زوى عليه الفيل) بمعنى انتهى امره
- (يسطرب ويشلج) بمعنى الصوت الصادر عن إطارات السيارة نتيجة سرعة دورانها وانحرافها السريع من جهة لأخرى..

أو هو التلاعب بالسيارة تحت سرعة معينة لتقديم حركات استعراضية مثيرة..
- (يمشط) بمعنى يختلس أو يسرق
- (يكحل) بمعنى ينظر إلى البنات
- (نو يطبخ) بمعنى حر جدا
- (مشّي يعوم): بمعني تاه، من يتوه (مشّي بمعني ذهب، يذهب - يعوم بمعني يسبح)
- (مشّي يحش): ذهب الي الاتجاه الخاطئ ومستمر بذالك
- (عوجّت فلان). بمعني صنعت مقلبا لفلان
- (ألحس عينك)، أو (ألحس ظهرك) تقال حين يأتي شخص لاسترجاع شيء قد اخد منه فيقال له (ألحس ضهرك أو ألحس عينك) أي بمعنا تعجيزه
- (توكل-إدردح-سير-دُور وعِد)بمعنى من المفضل ان تذهب من امامي الآن أو بمعني آخر اذهب ولا تعد
- (خشّت بعضها) بمعنی تشابكت الاحداث وتعقدت الامور.

هذة المصطلحات هي غير معروفة في أغلب المدن الليبية بل هي محصورة في مدينة طرابلس ومنها انتشرت في بعض القرى والمدن الصغيرة القريبة من العاصمة وحتى في هذة المدن هذة الكلمات محكية عند بعض وليس كل الشباب) وهناك مصطلحات أخرى يتم تداولها في بعض المدن الكبيرة مثل بنغازي والبيضاء وسبها وغيرها...
كلمة صقع عليك لها قصة طريفة ففى أحد خطابات معمر القدافي تحدث عن اقتصاد ليبيا ونحو ذلك وجاء بسيرة سفر الليبيين لأوربا ثم استدرك وقال لا أوروبا صقع عليكم ياليبيين وكان يقصد بالصقع أي جوها بارد عليكم ومنذ ذلك اليوم اتخذها الليبييون مزحة كناية عن صعوبة الحصول على أمر ما أو استحالة حدوث أمر ما مرغوب

## لهجة قبائل البادية
و هي لهجة خالية من المفردات الدخيلة ومليئة بالألفاظ العربية القحة التي لا تجد معانيها الا في معاجم اللغة ولاتجدها مستخدمة الا في كتب الفقه أو في مفردات القرآن الكريم الغريبة ومفردات الحديث النبوي وهي نفسها/هذا لا يعني بالضرورة ان اللهجة الليبية متحدرة من اللهجة القريشية التي هي لغة القرآن/ المنتشرة في مدن وقرى الجنوب التونسي مثال ذلك:
مصنع وهو حوض الماء الحجري (و تتخذون مصانع لعلكم تخلدون)
حبل وهو قطعة الأرض من الوادى (ماتركت جبلا ولا حبلا الا وقفت به
يارسول الله) وهو لفظ وارد بحديث رجل يتحدث عن يوم عرفة
ثمد عين الماء
حلاس رباط لربط قرب الماء
بردعة فراش يجلس عليه على ظهر الحمار
شسع خيط النعل
يجبر يصلح الكسر
مزن سحاب المطر (أفرأيتم الماء الذي تشربون، أانتم أنزلتموه من المزن أم نحن المنزلون)
قربة محفظة للماء
شنة الطاقية من الصوف عادة لونها أحمر أو أسود يلبسها الرجال.
خور الوادى المتعرج
السدر والنبق نبات صحراوى وثمره
يحدر ينزل من مكان مرتفع
تقفى اتى من وراء
ضحضاح أرض رقيقة مستوية (انه في ضحضاح من النار) في قول رسول الله صلى الله عليه وسلم في عمه ابى طالب
سافي الرمل الرقيق الناعم
الردغ وتعني الطين المختلط بالماء ومنها في حديث الرسول صلى الله عليه وسلم في شارب الخمر (كان حقا على الله ان يسقيه من ردغة الخبال يوم القيامة) وفي رواية (ان يسقيه الله من طين الخبال)